# 神波史男
神波 史男（こうなみ ふみお、1934年1月10日 - 2012年3月4日）は、日本の脚本家。深作欣二の信頼が厚かった脚本家として知られる。

## 来歴
東京市方南町生まれ。小学校の時、集団疎開で長野へ行き、終戦後、永田町小学校に転入。1952年に東京都立日比谷高等学校、1956年に東京大学仏文科卒業。同級生に佐藤純彌、降旗康男、中島貞夫らがいた。
1958年、東映へ入社。映画界を志したのは「チンピラ左翼崩れの愛情乞食。安酒くらいの告白屋。そういうみっともない自分を破壊するには、なぜか映画に入るのが一番と思った」からという。
入社後は企画本部脚本課配属となったものの、すぐ助監督部へ出向となる。しかし、基本給1万円で残業手当が3万円を超えるなど、過酷な労働環境に音を上げ、自ら脚本課への復帰を嘆願。これが認められ、以後、脚本家の道を歩む。
1960年、『おれたちの真昼』で脚本家デビュー（同期の小野竜之助との共作）。完成試写を見た企画本部長の坪井与から「松竹ヌーベルバーグに対して東映ヌーベルバーグだ」との評価を得る。以来、60作あまりの脚本を担当。またさまざまな理由で日の目を見なかった（流れた）脚本も30作を超えており（その中には同タイトルの別作品も作られるなど曰く付きの『いつかギラギラする日』もある）、その1作1作について思いの丈を綴った「流れモノ列伝 ぼうふら脚本家の映画私記」は映画関係者の回顧録としては希有な代物で、小野竜之助は「他にはめったに見ない自伝的奇書」と評している。また荒井晴彦は「脚本も脚本家も大事にされてこなかった」として「この本を脚本家志望の若者に読んで欲しい。読んで、まだ脚本家になろうという気持が失せないのなら、いい脚本家になるかもしれない」と逆説的な賛辞を捧げている。
1987年、『火宅の人』で第10回日本アカデミー賞最優秀脚本賞受賞。
2012年3月4日、多臓器不全のため死去。78歳没。

## 人物
神波史男は自らを「ぼうふら」になぞらえていた。「流れモノ列伝 ぼうふら脚本家の映画私記」ではその心中をこう綴っている。
また岡野弘彦の短歌「胸底に澱のごとくに沈みくるこの悔しさに老いてゆくべし」の下の句を改変した「この悔しさに生きてゆくべし」を座右の銘としており、死後、追悼出版された本のタイトルにも使われた。
こうしたナイーブとも言える一面を有する一方、神波には空手道場「誠真会館」の名誉顧問という顔もあった。これは同道場の館長・井上誠吾との親交に基づくもので、神波の死後も同道場主催で「故神波史男先生を偲ぶ会」や一周忌墓参会などが催されている。

## 作品

### 映画
- おれたちの真昼 （1960年）※小野竜之助との共作
- 風来坊探偵シリーズ（1961年）※松原佳成との共作
  - 風来坊探偵 赤い谷の惨劇
  - 風来坊探偵 岬を渡る黒い風
- 荒原牧場の決闘 （1961年）※小野竜之助との共作
- 真田風雲録（1963年）※福田善之、小野竜之助との共作
- ジェリーの森の石松 （1963年）※小野竜之助との共作
- あばずれ （1966年）※渡辺祐介との共作
- 非行少女ヨーコ （1966年）※小野竜之助との共作
- 北海の暴れ竜（1966年）※佐治乾との共作
- 網走番外地 大雪原の対決 （1966年）※石井輝男、松田寛夫との共作
- 博徒解散式 （1968年）※長田紀生との共作
- 怪談 蛇女 （1968年）※中川信夫との共作
- 恐喝こそわが人生 （1968年）※長田紀生、松田寛夫との共作
- 日本暴力団シリーズ
  - 日本暴力団 組長 （1969年）※深作欣二、長田紀生との共作
  - 日本暴力団 組長と刺客 （1969年）※佐藤純彌との共作
  - 日本暴力団 組長くずれ （1970年）※高桑信との共作
- 昭和残侠伝 人斬り唐獅子 （1969年）※長田紀生との共作
- やくざ刑事シリーズ（東映）
  - やくざ刑事 （1970年）※野田幸男との共作
  - やくざ刑事 マリファナ密売組織 （1970年）※野田幸男との共作
  - やくざ刑事 恐怖の毒ガス （1971年）※鷹森立一との共作
  - やくざ刑事 俺たちに墓はない （1971年）※鷹森立一との共作
- 博徒外人部隊 （1971年）※松田寛夫、深作欣二との共作
- 日本悪人伝 （1971年）
- 狼やくざ 殺しは俺がやる （1972年）
- ポルノギャンブル喜劇 大穴中穴へその穴 （1972年）※渡辺祐介との共作
- 女囚さそりシリーズ （東映）
  - 女囚701号 さそり （1972年）※松田寛夫との共作
  - 女囚さそり 第41雑居房（1972年）※松田寛夫、伊藤俊也との共作
  - 女囚さそり 701号怨み節（1973年）※松田寛夫、長谷部安春との共作
- 人斬り与太 狂犬三兄弟 （1972年）※松田寛夫との共作
- 実録 私設銀座警察 （1973年）※松田寛夫との共作
- 前科おんな 殺し節 （1973年）※松田寛夫との共作
- 0課の女 赤い手錠 （1974年）※松田寛夫との共作
- ルバング島の奇跡 陸軍中野学校 （1974年）※高久進との共作
- あばよダチ公 （1974年）
- 新仁義なき戦い （1974年）※荒井美三雄との共作
- 仁義の墓場 （1975年）※鴨井達比古、松田寛夫との共作
- ウルフガイ 燃えろ狼男　（1975年）
- 新・実録おんな鑑別所 恋獄 （1976年）※松下幹男との共作
- 暴走パニック 大激突　（1976年）※田中陽造、深作欣二との共作
- 暴力教室 （1976年）※奥山貞行、岡本明久、福湯通夫との共作
- 沖縄やくざ戦争 （1976年）※高田宏治との共作
- 日本の仁義 （1977年）※松田寛夫、中島貞夫との共作
- カラテ大戦争 （1978年）※南部英夫との共作
- 高校大パニック （1978年）
- 総長の首 （1979年）※中島貞夫との共作
- 白昼の死角（1979年）
- その後の仁義なき戦い （1979年）※松田寛夫との共作
- 濡れた週末 （1979年）
- 団鬼六 少女縛り絵図 （1980年）
- 忍者武芸帖 百地三太夫 （1980年）※石川孝人、大津一郎との共作
- 狂った果実 （1981年）
- 未完の対局 （1982年）※大野靖子、安倍徹郎、李洪洲、葛康同との共作
- 野獣刑事 （1982年）
- 東方見聞録 （1982年）※高橋洋、井筒和幸との共作
- 海燕ジョーの奇跡 （1984年）※内田栄一、藤田敏八との共作
- 逆噴射家族 （1984年）※小林よしのり、石井聰互との共作
- 火宅の人 （1986年）※深作欣二との共作
- メイク・アップ （1987年）
- ウェルター （1987年）※橋本以蔵、桑田健司、村上修との共作
- 華の乱 （1988年）※深作欣二、筒井ともみとの共作
- ふうせん （1990年）※井上眞介、梶間俊一との共作
- タイガースメモリアルクラブバンド ぼくと、ぼくらの夏 （1990年）※前田順之介との共作
- おろしや国酔夢譚 （1992年）※野上龍雄、佐藤純彌との共作
- 渇きの街 （1997年）※南木顕生との共作
- ロマンティックマニア （1997年）※及川中との共作
- 歌舞伎町案内人 （2004年）※南木顕生との共作

※参考資料：神波史男全映画 自作を語る

### Vシネマ
- 女囚さそり 殺人予告 （1991年）
- ビック・ボス （1992年）※三村渉との共作
- 追いつめる （1992年）※工藤栄一、奥山純平との共作
- 蕾のルチア （1992年）
- リックスティック 堕ちていく女 （1996年）※原田聡明、那須真知子との共作
- タブー 赫いためいき （1997年）※南木顕生との共作

### テレビドラマ・アニメ
- 狼少年ケン 第6話 くたばれ! まだら族 （1963年）
- 宇宙パトロールホッパ 第3話 プー星人よ幸せに （1965年）
- 東京警備指令 ザ・ガードマン 担当話不明 （1969年）
- プレイガール 第15話 怪談・濡れた女に手を出すな （1963年）
- 火曜日の女シリーズ
  - 美しき獲物 全話 （1970年）※佐藤純彌との共作
  - 逃亡者 第3、7話 （1970年）
  - 明日に喪服を 第3、4話 （1973年）
- 大江戸捜査網 第41話 帰ってきた花嫁 （1971年）
- ワイルド7
  - 第3話 恐怖のブラック・スパイダー（1972年）※佐治乾との共作
  - 第13話 両国死す‼ （1973年）
  - 第18話 赤い星を狙え （1973年）※松下樹夫との共作
  - 第20話 殺してやる （1973年）※松下樹夫との共作
- おこれ!男だ 第9話 海よ、激しくさわやかに （1973年）
- 白い牙 第3、8、24、25、26話 （1974年）
- ザ・ボディーガード 第5話 喪服の女に手をだすな （1974年）※曽田博久との共作
- 影同心 第18話 濡れた女の殺し屋 （1975年）※鈴木兵吾との共作
- 二人の事件簿 第19話 暁の非常線 （1975年）※奥山貞行との共作
- 影同心II 第2話 つぼみで落ちた白い菊 （1975年）※松田寛夫との共作
- ベルサイユのトラック姐ちゃん 第19話 （1976年）※奥山貞行との共作
- 大都会 PARTII 第8話 眼には眼を （1977年）※松下幹夫との共作
- 松本清張のガラスの城 （1976年）
- 明日の刑事 第14話 娘を思う父の叫び! （1977年）
- 死者との結婚 （1978年）
- 必殺からくり人・富嶽百景殺し旅 第2話 隠田の水草 （1978年）
- キャプテン・フューチャー 第13、14、15、16話 （1979年）
- 新・七人の刑事 第67話 あばよ暴走族 （1979年）
- 土曜ワイド劇場
  - 東京クーデター・Xデー日曜日 （1980年2月23日）※奥山貞行と共作
- 森村誠一の魔少年 （1980年）
- 特命刑事 第6話 黒い狼 （1980年）
- 姿三四郎 （1981年）※大原清秀との共作
- 警視庁殺人課 第14話 連続美女殺人事件・女を喰う虫 （1981年）※奥山貞行、石森史郎との共作
- 立花登 青春手控え 第3、13、21話 （1982年）
- 港町殺人ブルース （1982年）
- 壬生の恋歌 第7、8、12、13、18、20、21話 （1983年）
- 罠 （1986年）
- 青い髪の人魚 （1989年）
- 許せ妻たち （1990年）

## 受賞
最優秀脚本賞
- 第10回日本アカデミー賞『火宅の人』[11]

優秀脚本賞
- 第12回日本アカデミー賞『華の乱』[12]